# Neosauropoda
Neosauropoda ("noví sauropodi") byla velká skupina vývojově pokročilých sauropodních dinosaurů z kladu Eusauropoda, žijících v období střední jury až svrchní křídy (asi před 174 až 66 miliony let). Obývali většinu druhohorních kontinentů a v současnosti je definujeme jako potomky společného předka druhů Diplodocus longus a Saltasaurus loricatus. Patří sem dvě velké skupiny, Diplodocoidea a Macronaria. Mezi těmito dinosaury bychom našly i největší známé suchozemské živočichy všech dob, jako byli sauropodi rodů Argentinosaurus, Brachiosaurus nebo Supersaurus.

## Historie
První zástupce této skupiny byl objeven a formálně popsán již roku 1841, trvalo ale ještě několik desetiletí, než bylo pochopeno, o jaké tvory se ve skutečnosti jednalo. První zástupci sauropodů se objevili v období svrchního triasu, asi před 210 miliony let. Jejich největší rozvoj pak probíhá ve svrchní juře a spodní křídě, kdy již dominují právě neosauropodi. Skupinu Neosauropoda stanovil v roce 1986 argentinský paleontolog José F. Bonaparte.

## Zástupci
- †Bothriospondylus
- †Ultrasaurus[3]
- †Xenoposeidon
  - †Diplodocoidea
  - †Macronaria